# Kelly Hits the Blue Sky
A Kelly Hits the Blue Sky / Kelly Hits the Blue Christ egy magyar nu metal / metalcore / crossover zenekar volt.
A 2003-tól használt Kelly Hits the Blue Christ nevet 2007-ben változtatták Kelly Hits the Blue Skyra "bizonyos félreértések elkerülése érdekében".
A zenekar 2007-ben megnyerte az Azfeszt tehetségkutatóját és a nyeremény részeként videóklipet készíthettek a Chinese Vagina című dalra.
Utolsó koncertjüket 2009. június 5-én adták a budapesti Dürer kertben.

## Kiadványok
| Cím (Megjelenés éve)            | Kiadvány fajtája | Megjelenési formátum                     | Megjegyzés                                                                   |
| ------------------------------- | ---------------- | ---------------------------------------- | ---------------------------------------------------------------------------- |
| Self Ironic Suicide (2005)      | demo EP          | CD-R (szerzői kiadás) digitális letöltés |                                                                              |
| Cat's Cradle (2007)             | EP               | CD-R (szerzői kiadás) digitális letöltés |                                                                              |
| BPRNR Compilation Vol. 5 (2007) | válogatás        | CD                                       | a válogatáson a Cat's Cradle EP-n szereplő Speedy Gonsales című dal hallható |